# Potamites strangulatus
Potamites strangulatus là một loài thằn lằn trong họ Gymnophthalmidae. Loài này được Cope mô tả khoa học đầu tiên năm 1868.

## Hình ảnh

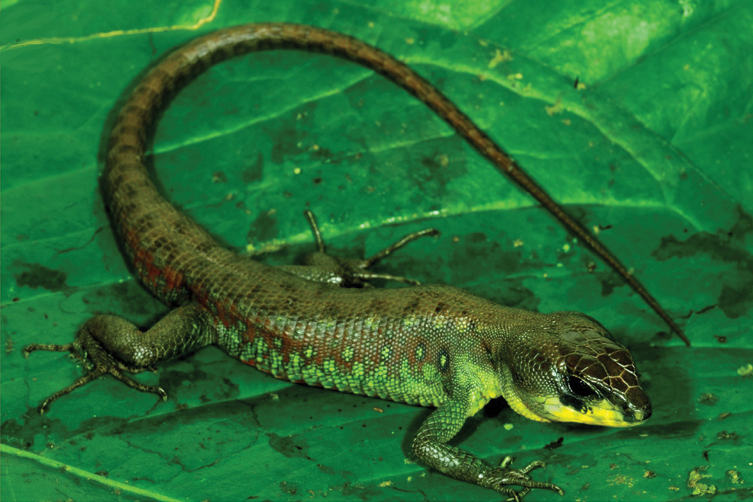